# Eumelea incensa
Eumelea incensa là một loài bướm đêm trong họ Geometridae.